# Mai Spijkers

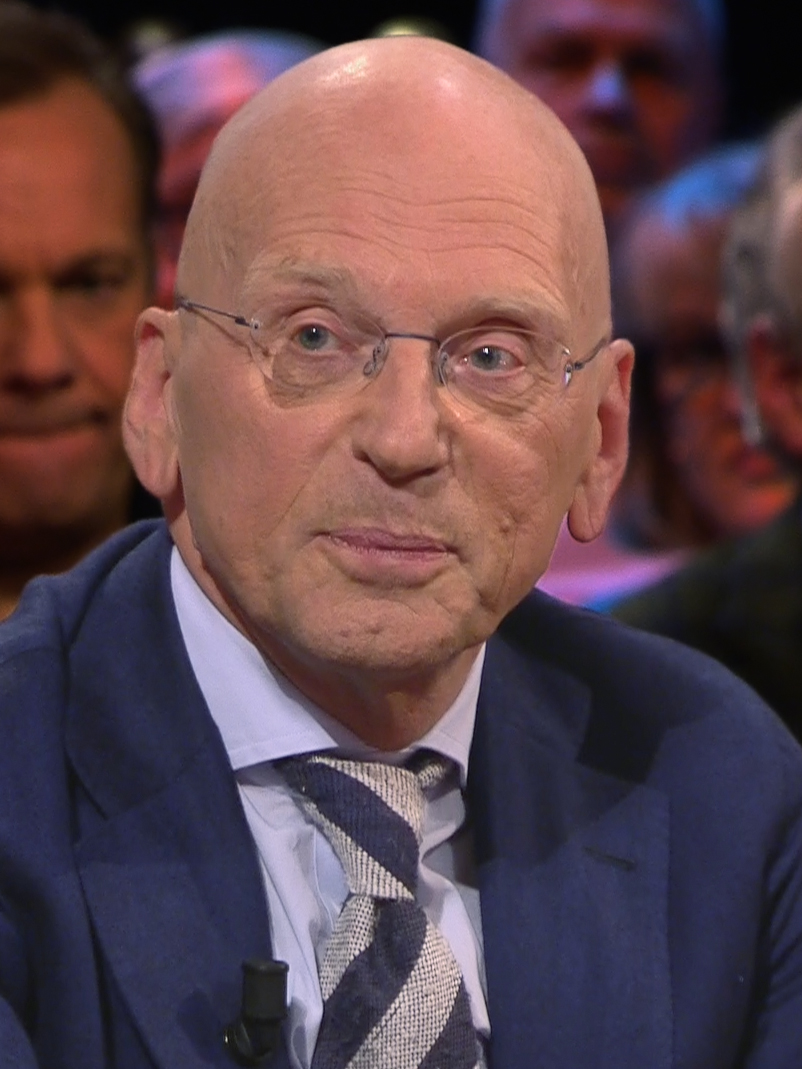
Mai Spijkers (2018)

Marius Johannes Petrus Maria (Mai) Spijkers (Goirle, 10 april 1955) is oprichter, eigenaar en uitgever van Uitgeverij Prometheus te Amsterdam. 

## Jeugd en studie
Spijkers groeide op in Goirle, vlak bij Tilburg, als eerste van een tweeling, nummer vijf en zes in een gezin met acht kinderen. Zijn vader werkte in de textiel en de bouw en zijn moeder kwam uit een familie van rietsnijders in de Biesbosch. Hij woonde een aantal jaren als pleegkind in het gezin van de auteur en onderwijzer Jan Naaijkens in Hilvarenbeek. Spijkers las al op de lagere school veel, van jeugdliteratuur tot geschiedenisboeken en biografieën. Op de middelbare school ontdekte hij de 'hoge' literatuur van Nederlandse auteurs als Reve, Wolkers, Hermans en Mulisch, poëzie van Lucebert en Nijhoff, negentiende-eeuwse Russen en Fransen en Amerikaanse auteurs als Bellow en Fitzgerald.
In 1974 ging Spijkers geschiedenis studeren in Amsterdam. Door de sfeer uit de boeken van F. Springer wilde hij diplomaat worden, maar in zijn studietijd ontdekte hij de uitgeefwereld. Na correctorsbaantjes bij verschillende uitgeverijen werd hij in 1978 redactieassistent bij Uitgeverij Bert Bakker. Een jaar later werd hij er redacteur.

## Uitgeverij Prometheus
Bij uitgeverij Bert Bakker leerde Spijkers het boekenvak en hij nam in 1983 het hoofdredacteurschap over van Harco Keijzer. Op de Frankfurter Buchmesse begin jaren tachtig 'ontdekte' hij De naam van de roos van Umberto Eco en hij durfde deze toen ongewoon dikke historische roman uit te geven. Het werd een groot succes: er werden 3 à 400.000 exemplaren van verkocht.
Na zes jaar reikten Spijkers' ambities verder. In die tijd stootten de grote mediaconcerns hun boekenuitgeverijen af en de ondernemer René Malherbe smeedde daaruit de Malherbe Groep. In 1989 begon Spijkers daarbinnen zijn eigen uitgeverij, die hij uitgeverij Prometheus noemde naar de mythische Prometheus die het vuur stal van de goden en dat aan de mensen gaf. Dankzij Malherbe kon hij Prometheus neerzetten als een breed, herkenbaar fonds, met literatuur, non-fictie en geschiedenis. Het bedrijf maakte een flitsende start met de uitgave van Connie Palmens bestseller De wetten. Bekende auteurs als Herman Brusselmans, Bas Heijne en Tom Lanoye publiceerden bij hem. Ook zag Spijkers het potentieel van publieksboeken van historici als Frits van Oostrom en Herman Pleij.
Eind 1991 verkocht Malherbe zijn boekengroep, waaronder Prometheus, aan Meulenhoff. Een jaar later volgde ook Uitgeverij Bert Bakker die toen heel slecht draaide. Spijkers voegde hierop Bert Bakker en Prometheus samen en werd directeur. In 1994-1995 fuseerde Meulenhoff met Perscombinatie tot PCM Uitgevers, waardoor ook uitgeverij Prometheus/Bert Bakker onder het beheer van dit concern terechtkwam. Vervolgens kreeg Spijkers in 2000 de leiding over de nieuwe divisie Algemene Boeken van PCM, maar al gauw keerde hij terug als gewoon directeur bij Prometheus/Bert Bakker.

## Eigen baas
In 2007 kocht Spijkers uitgeverij Prometheus/Bert Bakker los van het mediaconcern PCM. Het is sindsdien een zelfstandige uitgeverij die een grote variatie aan fictie en non-fictie uitgeeft.